# 펠리타 항공
펠리타 항공(영어: Pelita Air)은 인도네시아 자카르타에 본사를 둔 항공사이다. 국영 석유 회사인 페르타미나(Pertamina)를 대신하여 운영되며 임원 수송, 전세, 석유 및 가스 지원 운영 및 일반 항공 서비스를 제공한다. 폰독 카베 공항을 허브 공항으로 하며 인도네시아 민간 항공청(Government Civil Aviation Authority)으로부터 항공 안전 1등급에 등록되었다.

## 역사
펠리타 항공은 1963년에 설립되어 1970년 1월 24일에 운영을 시작했으며 1981년에 독립적인 자회사가 되었다. 페르티타(Pertita, 90%)와 파트라 자사(Patra Jasa, 10%)가 소유하고 있다.

## 운항 노선
- 인도네시아
  - 발릭파판 - 술탄 아지 무하마드 술라이맨 공항
  - 본탕 - PT 바닥 본탕 공항
  - 두마이 - 피낭 캄파이 공항
  - 자카르타
    - 폰독 카베 공항 허브
    - 할림 페르다나쿠수마 국제공항 허브

  - 마탁 - 마탁 공항

## 보유 기종
- 2019년 8월 기준으로 펠리타 항공은 다음과 같이 보유하고 있다.

### 퇴역 기종
- 벨 412 3대
- 벨 430 3대
- 카사 C-212 아비오카 2대
- 포커 100 2대
- Bo-105 2대
- 시코르스키 S-76 A 2대
- 시코르스키 S-76 C++ 4대
- C-160NG 1대